# Fußballclub Bayer 05 Uerdingen 1990-1991
Questa voce raccoglie le informazioni riguardanti il Fußballclub Bayer 05 Uerdingen nelle competizioni ufficiali della stagione 1990-1991.

## Stagione
Nella stagione 1990-1991 il Bayer Uerdingen, allenato da Horst Wohlers, Timo Konietzka e Friedhelm Funkel, concluse il campionato di Bundesliga al 17º posto. In Coppa di Germania il Bayer Uerdingen fu eliminato ai quarti di finale dal Duisburg.

## Rosa
| N. |                      | Ruolo | Calciatore          |
| -- | -------------------- | ----- | ------------------- |
| 1  | Germania (bandiera)  | P     | Bernd Dreher        |
|    | Germania (bandiera)  | P     | Andreas Asche       |
|    | Germania (bandiera)  | P     | Siegfried Grüninger |
|    | Germania (bandiera)  | D     | Torsten Chmielewski |
|    | Germania (bandiera)  | D     | Holger Fach         |
|    | Germania (bandiera)  | D     | Wolfgang Funkel     |
|    | Germania (bandiera)  | D     | Werner Kempkens     |
|    | Germania (bandiera)  | D     | Gerhard Kleppinger  |
|    | Germania (bandiera)  | D     | Dietmar Klinger     |
|    | Germania (bandiera)  | D     | Stephan Paßlack     |
|    | Germania (bandiera)  | D     | Rainer Zietsch      |
|    | Danimarca (bandiera) | C     | Jan Bartram         |
|    | Germania (bandiera)  | C     | Markus Bayertz      |

| N. |                     | Ruolo | Calciatore         |
| -- | ------------------- | ----- | ------------------ |
|    | Romania (bandiera)  | C     | Michael Klein      |
|    | Germania (bandiera) | C     | Thomas Puschmann   |
|    | Germania (bandiera) | C     | Wolfgang Rolff     |
|    | Germania (bandiera) | C     | Andreas Sassen     |
|    | Germania (bandiera) | C     | Horst Steffen      |
|    | Romania (bandiera)  | C     | Daniel Timofte     |
|    | Svizzera (bandiera) | A     | Stéphane Chapuisat |
|    | Germania (bandiera) | A     | Oliver Grein       |
|    | Germania (bandiera) | A     | Michael Klauß      |
|    | Germania (bandiera) | A     | Siegfried Reich    |
|    | Germania (bandiera) | A     | Stefan Trienekens  |
|    | Germania (bandiera) | A     | Marcel Witeczek    |

## Organigramma societario
Area tecnica
- Allenatore: Friedhelm Funkel
- Allenatore in seconda:
- Preparatore dei portieri:
- Preparatori atletici:

## Calciomercato

### Sessione estiva
| Acquisti | Acquisti        | Acquisti           | Acquisti |
| R.       | Nome            | da                 | Modalità |
| -------- | --------------- | ------------------ | -------- |
| P        | Bernd Dreher    | Bayer Leverkusen   |          |
| C        | Michael Klein   | Dinamo Bucarest    |          |
| C        | Wolfgang Rolff  | Strasburgo         |          |
| C        | Andreas Sassen  | Schwarz-Weiß Essen |          |
| D        | Eckhard Vorholt | Meppen             |          |

| Cessioni | Cessioni          | Cessioni        | Cessioni |
| R.       | Nome              | a               | Modalità |
| -------- | ----------------- | --------------- | -------- |
| C        | Christian Dondera | Hamborn 07      |          |
| C        | Manfred Hellmann  | TeBe Berlino    |          |
| C        | Stefan Jörissen   | Rot-Weiss Essen |          |
| P        | Manfred Kubik     | Meppen          |          |
| A        | Brian Laudrup     | Bayern Monaco   |          |
| C        | Reinhold Mathy    | Wettingen       |          |
| C        | Darius Scholtysik | Leuven          |          |
| C        | Thomas Stickroth  | St. Mirren      |          |

### Sessione invernale
| Acquisti | Acquisti           | Acquisti        | Acquisti |
| R.       | Nome               | da              | Modalità |
| -------- | ------------------ | --------------- | -------- |
| A        | Stéphane Chapuisat | Losanna         |          |
| C        | Daniel Timofte     | Dinamo Bucarest |          |

| Cessioni | Cessioni        | Cessioni | Cessioni |
| R.       | Nome            | a        | Modalità |
| -------- | --------------- | -------- | -------- |
| D        | Eckhard Vorholt | Meppen   |          |

## Risultati

### Bundesliga

#### Girone di andata
| Arbitro: | Matheis |

|                    |           |             |
| Dittwar 29’ (rig.) | Marcatori | 21’ Paßlack |

| Arbitro: | Kasper |

|  |           |                         |
|  | Marcatori | 84’ Fink 90’ Tschiskale |

| Arbitro: | Umbach |

|           |           |              |
| Klauß 44’ | Marcatori | 66’ Jorginho |

| Arbitro: | Neuner |

|            |           |              |
| Gronau 45’ | Marcatori | 74’ Witeczek |

| Arbitro: | Mierswa |

|                            |           |  |
| Bartram 54’ Kleppinger 86’ | Marcatori |  |

| Arbitro: | Kriegelstein |

|                                 |           |  |
| Silva 40’ (rig.) Schütterle 63’ | Marcatori |  |

| Arbitro: | Boos |

|                                |           |                                                                        |
| Zietsch 29’ Fach 35’ Klauß 48’ | Marcatori | 13’ Dooley 22’ Haber 32’, 47’ Hoffmann 58’ Lelle 70’ Goldbæk 84’ Kuntz |

| Arbitro: | Löwer |

|  |           |                  |
|  | Marcatori | 4’, 79’ Witeczek |

| Arbitro: | Strigel |

|                                                |           |           |
| Funkel 12’ (rig.), 23’ Zietsch 30’ Bartram 83’ | Marcatori | 41’ Kempe |

| Arbitro: | Schmidhuber |

|                                        |           |                             |
| Votava 5’ Harttgen 41’, 71’ Allofs 57’ | Marcatori | 1’ Bartram 59’, 83’ Zietsch |

| Arbitro: | Scheuerer |

|            |           |                   |
| Klinger 7’ | Marcatori | 23’ (rig.) Criens |

| Arbitro: | Führer |

|                            |           |                   |
| Sturm 42’, 47’ Greiner 79’ | Marcatori | 75’ (rig.) Funkel |

| Krefeld 10 novembre 1990, ore 15:30 CET 13ª giornata | Bayer Uerdingen | 0 – 0 referto | Amburgo | Grotenburg Stadion (10 000 spett.)\| Arbitro: \| Birlenbach \| |
| Arbitro:                                             | Birlenbach      |               |         |                                                                |

| Arbitro: | Osmers |

|                                          |           |  |
| Yeboah 22’ Möller 29’ Bein 65’ Weber 85’ | Marcatori |  |

| Arbitro: | Neuner |

|                    |           |                                        |
| Bartram 83’ (rig.) | Marcatori | 49’ Rummenigge 80’ Wegmann 88’ Povlsen |

| Berlino 8 dicembre 1990, ore 15:30 CET 16ª giornata | Hertha Berlino | 0 – 0 referto | Bayer Uerdingen | Stadio Olimpico (14 025 spett.)\| Arbitro: \| Ziller \| |
| Arbitro:                                            | Ziller         |               |                 |                                                         |

| Arbitro: | Merk |

|          |           |               |
| Fach 86’ | Marcatori | 55’ Wohlfarth |

#### Girone di ritorno
| Krefeld 23 febbraio 1991, ore 15:30 CET 18ª giornata | Bayer Uerdingen | 0 – 0 referto | Norimberga | Grotenburg Stadion (8 500 spett.)\| Arbitro: \| Harder \| |
| Arbitro:                                             | Harder          |               |            |                                                           |

| Bochum 1º marzo 1991, ore 20:00 CET 19ª giornata | Wattenscheid 09 | 0 – 0 referto | Bayer Uerdingen | Lohrheidestadion (5 226 spett.)\| Arbitro: \| Amerell \| |
| Arbitro:                                         | Amerell         |               |                 |                                                          |

| Arbitro: | Wiesel |

|             |           |  |
| Fischer 34’ | Marcatori |  |

| Arbitro: | Boos |

|                       |           |  |
| Fach 66’ Witeczek 77’ | Marcatori |  |

| Arbitro: | Gangkofer |

|                                        |           |            |
| Strehmel 11’ Buchwald 65’ Allgöwer 85’ | Marcatori | 90’ Funkel |

| Arbitro: | Dellwing |

|          |           |             |
| Fach 60’ | Marcatori | 74’ Glesius |

| Arbitro: | Birlenbach |

|                        |           |  |
| Hotić 43’ Labbadia 51’ | Marcatori |  |

| Arbitro: | Schmidhuber |

|          |           |                       |
| Fach 49’ | Marcatori | 8’ Büskens 87’ Allofs |

| Arbitro: | Umbach |

|  |           |                      |
|  | Marcatori | 25’ Paßlack 90’ Fach |

| Krefeld 20 aprile 1991, ore 15:30 CEST 27ª giornata | Bayer Uerdingen | 0 – 0 referto | Werder Brema | Grotenburg Stadion (9 200 spett.)\| Arbitro: \| Albrecht \| |
| Arbitro:                                            | Albrecht        |               |              |                                                             |

| Arbitro: | Broska |

|           |           |               |
| Meier 75’ | Marcatori | 72’ Chapuisat |

| Arbitro: | Berg |

|  |           |                                |
|  | Marcatori | 12’, 44’ Banach 85’ Ordenewitz |

| Arbitro: | Neuner |

|                |           |  |
| Furtok 4’, 59’ | Marcatori |  |

| Arbitro: | Mölm |

|                        |           |                                         |
| Chapuisat 25’ Fach 37’ | Marcatori | 47’ (rig.) Binz 68’ Turowski 79’ Yeboah |

| Arbitro: | Assenmacher |

|             |           |  |
| Wegmann 85’ | Marcatori |  |

| Arbitro: | Schmidhuber |

|               |           |                             |
| Chapuisat 82’ | Marcatori | 27’ Lünsmann 89’ Kretschmer |

| Arbitro: | Berg |

|                          |           |                            |
| Strunz 51’ Effenberg 54’ | Marcatori | 44’ Witeczek 65’ Chapuisat |

### Coppa di Germania
| Arbitro: | Krug |

|  |           |               |
|  | Marcatori | 116’ Witeczek |

| Arbitro: | Broska |

|  |           |             |
|  | Marcatori | 69’ Zietsch |

| Arbitro: | Assenmacher |

|                                                |           |                            |
| Grein 49’ Zietsch 65’ Witeczek 115’ Klauß 120’ | Marcatori | 35’ Basler 78’ Pickenäcker |

| Arbitro: | Mierswa |

|              |           |                                               |
| Witeczek 81’ | Marcatori | 36’, 85’ (rig.) Tönnies 76’ Tarnat 86’ Lienen |

## Statistiche

### Statistiche di squadra
| Competizione      | Punti | In casa | In casa | In casa | In casa | In casa | In casa | In trasferta | In trasferta | In trasferta | In trasferta | In trasferta | In trasferta | Totale | Totale | Totale | Totale | Totale | Totale | DR  |
| Competizione      | Punti | G       | V       | N       | P       | Gf      | Gs      | G            | V            | N            | P            | Gf           | Gs           | G      | V      | N      | P      | Gf     | Gs     | DR  |
| ----------------- | ----- | ------- | ------- | ------- | ------- | ------- | ------- | ------------ | ------------ | ------------ | ------------ | ------------ | ------------ | ------ | ------ | ------ | ------ | ------ | ------ | --- |
| Bundesliga        | 23    | 17      | 3       | 7       | 7       | 20      | 27      | 17           | 2            | 6            | 9            | 14           | 27           | 34     | 5      | 13     | 16     | 34     | 54     | -20 |
| Coppa di Germania | -     | 2       | 1       | 0       | 1       | 5       | 6       | 2            | 2            | 0            | 0            | 2            | 0            | 4      | 3      | 0      | 1      | 7      | 6      | +1  |
| Totale            | 23    | 19      | 4       | 7       | 8       | 25      | 33      | 19           | 4            | 6            | 9            | 16           | 27           | 38     | 8      | 13     | 17     | 41     | 60     | -19 |

### Andamento in campionato
| Giornata  | 1 | 2  | 3  | 4  | 5  | 6  | 7  | 8  | 9 | 10 | 11 | 12 | 13 | 14 | 15 | 16 | 17 | 18 | 19 | 20 | 21 | 22 | 23 | 24 | 25 | 26 | 27 | 28 | 29 | 30 | 31 | 32 | 33 | 34 |
| --------- | - | -- | -- | -- | -- | -- | -- | -- | - | -- | -- | -- | -- | -- | -- | -- | -- | -- | -- | -- | -- | -- | -- | -- | -- | -- | -- | -- | -- | -- | -- | -- | -- | -- |
| Luogo     | T | C  | C  | T  | C  | T  | C  | T  | C | T  | C  | T  | C  | T  | C  | T  | C  | C  | T  | T  | C  | T  | C  | T  | C  | T  | C  | T  | C  | T  | C  | T  | C  | T  |
| Risultato | N | P  | N  | N  | V  | P  | P  | V  | V | P  | N  | P  | N  | P  | P  | N  | N  | N  | N  | P  | V  | P  | N  | P  | P  | V  | N  | N  | P  | P  | P  | P  | P  | N  |
| Posizione | 7 | 14 | 14 | 13 | 11 | 13 | 15 | 12 | 9 | 12 | 11 | 14 | 13 | 14 | 16 | 16 | 15 | 14 | 16 | 17 | 15 | 16 | 16 | 16 | 16 | 16 | 16 | 15 | 16 | 17 | 17 | 17 | 17 | 17 |

Legenda:

Luogo: C = Casa; T = Trasferta. Risultato: V = Vittoria; N = Pareggio; P = Sconfitta.

### Statistiche dei giocatori
| Giocatore      | Bundesliga | Bundesliga | Bundesliga  | Bundesliga | Coppa di Germania | Coppa di Germania | Coppa di Germania | Coppa di Germania | Totale   | Totale | Totale      | Totale     |
| Giocatore      | Presenze   | Reti       | Ammonizioni | Espulsioni | Presenze          | Reti              | Ammonizioni       | Espulsioni        | Presenze | Reti   | Ammonizioni | Espulsioni |
| -------------- | ---------- | ---------- | ----------- | ---------- | ----------------- | ----------------- | ----------------- | ----------------- | -------- | ------ | ----------- | ---------- |
| A. Asche       | 0          | 0          | 0           | 0          | 0                 | 0                 | 0                 | 0                 | 0        | 0      | 0           | 0          |
| J. Bartram     | 22         | 4          | 2           | 0          | 4                 | 0                 | 0                 | 0                 | 26       | 4      | 2           | 0          |
| M. Bayertz     | 2          | 0          | 0           | 0          | 0                 | 0                 | 0                 | 0                 | 2        | 0      | 0           | 0          |
| S. Chapuisat   | 10         | 4          | 0           | 0          | 0                 | 0                 | 0                 | 0                 | 10       | 4      | 0           | 0          |
| T. Chmielewski | 12         | 0          | 2           | 0          | 1                 | 0                 | 1                 | 0                 | 13       | 0      | 3           | 0          |
| B. Dreher      | 34         | 0          | 2           | 0          | 4                 | 0                 | 0                 | 0                 | 38       | 0      | 2           | 0          |
| H. Fach        | 30         | 7          | 1           | 0          | 4                 | 0                 | 0                 | 0                 | 34       | 7      | 1           | 0          |
| W. Funkel      | 24         | 4          | 2           | 2          | 3                 | 0                 | 1                 | 0                 | 27       | 4      | 3           | 2          |
| O. Grein       | 10         | 0          | 2           | 0          | 3                 | 1                 | 0                 | 0                 | 13       | 1      | 2           | 0          |
| S. Grüninger   | 0          | 0          | 0           | 0          | 0                 | 0                 | 0                 | 0                 | 0        | 0      | 0           | 0          |
| W. Kempkens    | 10         | 0          | 0           | 0          | 2                 | 0                 | 0                 | 0                 | 12       | 0      | 0           | 0          |
| M. Klauß       | 22         | 2          | 1           | 0          | 3                 | 1                 | 0                 | 0                 | 25       | 3      | 1           | 0          |
| M. Klein       | 26         | 0          | 5           | 0          | 2                 | 0                 | 0                 | 0                 | 28       | 0      | 5           | 0          |
| G. Kleppinger  | 33         | 1          | 4           | 0          | 4                 | 0                 | 2                 | 0                 | 37       | 1      | 6           | 0          |
| D. Klinger     | 25         | 1          | 4           | 0          | 2                 | 0                 | 1                 | 0                 | 27       | 1      | 5           | 0          |
| S. Paßlack     | 28         | 2          | 2           | 0          | 2                 | 0                 | 0                 | 0                 | 30       | 2      | 2           | 0          |
| T. Puschmann   | 1          | 0          | 0           | 0          | 1                 | 0                 | 1                 | 0                 | 2        | 0      | 1           | 0          |
| S. Reich       | 7          | 0          | 1           | 0          | 1                 | 0                 | 0                 | 0                 | 8        | 0      | 1           | 0          |
| W. Rolff       | 20         | 0          | 6           | 1          | 2                 | 0                 | 1                 | 0                 | 22       | 0      | 7           | 1          |
| A. Sassen      | 15         | 0          | 3           | 0          | 1                 | 0                 | 0                 | 0                 | 16       | 0      | 3           | 0          |
| H. Steffen     | 24         | 0          | 3           | 0          | 3                 | 0                 | 1                 | 0                 | 27       | 0      | 4           | 0          |
| D. Timofte     | 15         | 0          | 3           | 0          | 0                 | 0                 | 0                 | 0                 | 15       | 0      | 3           | 0          |
| S. Trienekens  | 0          | 0          | 0           | 0          | 0                 | 0                 | 0                 | 0                 | 0        | 0      | 0           | 0          |
| E. Vorholt     | 8          | 0          | 0           | 0          | 1                 | 0                 | 0                 | 0                 | 9        | 0      | 0           | 0          |
| M. Witeczek    | 31         | 5          | 1           | 0          | 4                 | 3                 | 1                 | 0                 | 35       | 8      | 2           | 0          |
| R. Zietsch     | 22         | 4          | 7           | 1          | 3                 | 2                 | 0                 | 0                 | 25       | 6      | 7           | 1          |